# مزیری کوتاه جناحی
محمد مزیری کوتاه جناحی (moziri) متولد و اهل شهر جناح از اولین مبارزان علیه ظلم و ستم چند ده ساله خوانین مستقر در بستک بر مردم و تنگ دستان منطقه بود که متأسفانه تابحال تاریخ مبارزات وی ساکت و مهجور مانده‌است .
او به دلیل قد کوتاهی که داشت توسط مردم مزیری کوتاه نامیده می‌شد . زرنگی و چابکی وی در اسب سواری و تیر اندازی زبانزد خاص و عام بود . وی سال‌ها علیه خوانین ظالم عباسی مبارزه کرد و سرانجام در سکوت, بی‌خبری و فشارهای ناشی از سیاست‌های خوانین حاکم در سن حدود ۷۰ سالگی وفات یافت .
محمد بن احمد مزیری معروف به کوتاه جد بزرگ خانواده آبی در شهر جناح بود .
خان بستک بارها برای ساکت کردن مزیری نخلستانهای متعلق به وی را نابود کرده بود .
مزیری کوتاه و دیگر مبارزان ساکن در جناح که به رهبری او بارها توسط مزدوران خوانین ظالم مورد ستم قرار گرفته بودند تصمیم به مبارزه با خان و پاک کردن دست وی از اراضی و ملوکات منطقه جناح گرفت .

## قیام مسلحانه علیه ورود و تردد خان از جناح
او که از طرف عده ایی از تفنگداران کمشک نیز مورد حمایت بود در یکی از سفرهای محمد رضا خان بنی عباسی با حفر تونل و خندق در مسیر دره ایلو در ورودی فعلی جناح به مدت هفت روز خان بستک را در درون دره ایلو زمین گیر کرد . به گونه ایی که خان و تفنگدارانش چنان از جانب مبارزان مزیری و جناحی مورد محاصره قرار گرفتند که خان بستک شبانه با ارسال پیغام به چارک خواستار کمک خان چارک شد .
از آنجایی که مزیری نیز طبق برخی روایات داماد خان بندر چارک بوده یا با وی آشنایی داشته‌است, و همچنین عدالت روایت شده از خان بندر چارک, جان مزیری کوتاه از ترور و مرگ در امان ماند و وی به قلعه جناح (جناح هرمزگان) عقب نشینی کرد .
پس از اینکه قلعه بنابر نظر خان بستک در شرف انهدام قرار داشت, مزیری به اتفاق عده ایی از مبارزان از طریق دره اتخان و راه خور به طرف بیخه وار بندرلنگه کوچ کرد و تا سال‌ها در روستای کندران بندرلنگه در تبعید به سر برد .
راویان قدرت مثال زدنی او در تیر اندازی و سوار کاری را مثال می‌زنند . به گونه ایی که گویا در هنگام مبارزه مسلحانه در دره ایلوی جناح برای حفاظت از قصبه در مدتی بسیار کوتاه و علی‌رغم قد کوتاهی که داشت گوشه‌های مختلف جناح را بازرسی می‌کرد .
همچنین از تبحر او در تیر اندازی چنان روایت می‌شود که پس از حضور مزیری در قلعه جناح (جناح هرمزگان) و محاصره او توسط تفنگداران خان بستک, توپ جنگی در اطراف قلعه مستقر می‌شود تا قلعه را همانطور که مزیری و مبارزان در آن استقرار دارند منفجر کنند . اما مزیری بارها با نظرگیری مثال زدنی که با سلاح‌های دهن پر قدیمی و از فاصله دور انجام شد محل فتیله توپ را هدف قرار می‌داد .

## آشتی خان بستک با مزیری و استقبال از وی
طبق برخی روایات خان بستک در اثنای تبعید مزیری در بیخه وار بندرلنگه وی را به حضور دعوت و با او آشتی می‌کند . با توجه به موثق نبودن قسمتی از روایات درباره اواخر عمر مزیری کوتاه, این روایت مورد تردید قرار دارد .
طبق این روایت, مزیری کوتاه پس از دعوت خان بستک به خانه پدری استاد محمد صالح درخش رفته و از پدر یا پدربزرگ وی می‌خواهد که جهت اعتماد بیشتر وی را در حضور خان معیت نماید . گویا مزیری کوتاه هنوز فکر میکرده که خان بفکر انتقام از اوست . 
در توصیف چهرهٔ در این روایت که از طرف استاد محمد صالح درخش شنیده شده‌است, قدی کوتاه, ریش حنا گذاشته شده, قبا و عمامهٔ خط دار می‌آید .
مزیری کوتاه چشمی تنگ و چهره ایی سبزه رنگ داشت .
سید محمد علی توانا متولی زیارتگاه چاه بنارد چنین نقل می‌کرد که در اثنای مشکلات میان مزیری و خان بستک, مزیری دو نفر قاصد به سوی سید می‌فرستد و از او طلب مشورت و دعای خیر می‌نماید .
گفتنیست یکی از دختران مزیری همسر سادات بود .
خان مزیری را «مزیری لُکی» می‌نامیده‌است . «لُکی» در زبان محلی بستک بمعنای کوتاه است .